# Чик-літ
Чик-літ (англ. Chick lit) — жанр жіночої масової літератури. Твори авторок для, як правило, неодружених жінок 20-30-річного віку, які працюють, мешкають у великих містах і переймаються проблемами шлюбу, еротики, спілкування та споживання. Термін виник в англомовному світі й вживається з 1995 року. Великою популярністю книжки чик-літ завдячують телевізійному серіалові «Секс і місто», в якому зібрані основні теми й мотиви чик-літ.

## Походження терміна
«Чик» (англ. chick) — американський сленговий термін на означення молодої жінки; «літ» (англ. lit) — скорочення від «література». Термін «чик-літ» створений аналогічно до «Чик-флік».
Термін вперше зустрічається в 1988 році як студентський сленговий вислів на означення курсу «жіночої літературної традиції». В 1995 році Кріс Мазза та Джеффрі Дешелл використали цей термін як іронічну назву антології жіночої літератури «Чик-літ: Постфеміністська художня література» (англ. "Chick Lit: Postfeminist Fiction"). Цей літературний жанр було визначено як різновид постфеміністського письма, яке виходить за рамки архетипу «жінка-жертва» й зосереджується на особливостях жіночого досвіду сучасного західного світу. У 1996 році Джеймс Волкотт опублікував статтю в часописі «Нью Йоркер», що називалася (англ. Hear Me Pur), в якій використав термін «чик-літ», аби описати спостережену тим тенденцію до «дівчачості» (англ. girlishness), притаманну письменницям, авторкам особистих колонок чи рубрик в газетах. Література «Чик-літ» асоцієються переважно з творами на кшталт роману Гелен Філдінг «Щоденник Бріджит Джонс» чи Кендес Бушнелл «Секс і Місто».

## Особливості жанру
Особливості жанру чик-літ:
- Об'єднання мотивів традиційної казки та жіночого погляду на світ. Зазвичай героїня, як Попелюшка, проходить всі випробування, знаходить щастя і змінюється на краще;
- Історія закінчується класичним щасливим фіналом;
- Текст спирається на культурний код традиційних жіночих романів;
- Героїня чик-літ — сучасна неодружена молода жінка в різних сферах її життя;
- У чик-літ представлені гендерні особливості чоловіків і жінок, розкриті через мовний стиль. Концепт жінки відкривається від імені жінки, головної героїні; концепт чоловіка — з позиції жінки;
- Загальний тон оповіді є довірливо-нетривіальним, поєднуючи гумор та іронію;
- Сюжет розкривається від першої особи;
- Мова не є складною і хитромудрою, використовуються прості мовні конструкції, які легко читати й сприймати.

Твори в жанрі чик-літ відрізняються більшою реалістичністю та наближеністю до сучасного життя, ніж традиційні любовні романи.